# S63 Geier
Der S63 Geier (P6113) war ein Schnellboot der Deutschen Marine und gehört zur Albatros-Klasse. Es wurde am 2. Juni 1976 als zweites Boot dieser zehn Boote umfassenden Klasse in Dienst gestellt. Das Boot wurde auf der Lürssen-Werft gebaut und nach seiner Indienststellung dem 2. Schnellbootgeschwader in Olpenitz unterstellt. 
1994 wurde es mit seinem Geschwader nach Warnemünde verlegt und nahm im selben und im kommenden Jahr an verschiedenen Übungen im Mittelmeer teil. Vom September bis Dezember 2003 nahm Geier an der NATO-Operation „Active Endeavour“ in der Straße von Gibraltar teil. Dort wurden Handelsschiffe (hauptsächlich britische und amerikanische Schiffe, die militärisches Material geladen hatten) eskortiert, um sie vor terroristischen Angriffen zu schützen. 2004 nahm das Boot an weiteren Übungen mit ausländischen Einheiten teil und war dabei unter anderem im Mittelmeer und in der Ostsee unterwegs.
Seit Oktober 2004 wurde das Boot von Kapitänleutnant Werner kommandiert und wurde nach fast 30 Dienstjahren am 29. September 2005 außer Dienst gestellt und an die tunesische Marine verkauft. Es wird dort unter dem Namen Himilcon eingesetzt.